# Ponte Petőfi
Il ponte Petőfi (in magiaro Petőfi híd) è un ponte di Budapest intitolato a Sándor Petőfi, in passato conosciuto col nome di Horthy Miklós híd e intitolato al governatore Miklós Horthy, che unisce Pest e Buda attraversando il  Danubio.
Il ponte è lungo 514 metri (insieme alle sezioni che lo precedono) e largo 25,6 metri e le sue due estremità sono in Boráros tér, all'estremità meridionale del Grand Boulevard, e Goldmann György tér vicino ai campus dell'Università di Tecnologia e di Economia.
Il ponte fu costruito tra il 1933 e il 1937 su progetto di Hubert Pál Álgyay e poi ricostruito dopo la Seconda Guerra Mondiale.